# Hesperornis
Hesperornis là một chi chim tuyệt chủng sống vào giai đoạn Champagne từ khoảng thời gian cuối kỷ Phấn Trắng (83,5-78 Ma) tại Bắc Mỹ. Hóa thạch đầu tiên được phát hiện ở Kansas và Canada.

## Các loài
- †Hesperornis altus (Marsh, 1893)
- †Hesperornis bairdi Martin & Lim, 2002
- †Hesperornis chowi Martin & Lim, 2002
- †Hesperornis crassipes (Marsh, 1876)
- †Hesperornis gracilis Marsh, 1876
- †Hesperornis macdonaldi Martin & Lim, 2002
- †Hesperornis mengeli Martin & Lim, 2002\
- †Hesperornis montana Schufeldt, 1915
- †Hesperornis regalis Marsh, 1872
- †Hesperornis rossicus Nesov & Yarkov, 1993